# Tournoi féminin de l'Union nord-africaine de football
Le Tournoi féminin de l'UNAF est une compétition de football féminin organisée par l'UNAF, opposant les équipes nationales féminines d'Afrique du Nord. La compétition est créée en 2009 pour préparer le Championnat africain de football féminin.

## Équipes participantes
Cinq équipes membres de l'UNAF à la base participent à la compétition :
- Algérie
- Égypte
- Libye
- Maroc
- Tunisie

Des associations non membres de l'UNAF sont parfois invitées à disputer le tournoi.
| Année        | Hôte    |         | Vainqueur | 2e place | 3e place | 4e place |
| ------------ | ------- | ------- | --------- | -------- | -------- | -------- |
| 2009 Détails | Tunisie | Tunisie | Algérie   | Égypte   |          |          |
| 2020 Détails | Tunisie | Maroc   | Tanzanie  | Tunisie  | Algérie  |          |
| 2023 Détails | Égypte  |         |           |          |          |          |